# Otto Ludwig von Wobeser
Otto Ludwig von Wobeser (* 19. Februar 1745 auf Groß Silkow in Silkow; † 10. Mai 1805 in Magdeburg) war ein preußischer Generalmajor, Kommandant von Magdeburg sowie Amtshauptmann von Saatzig in Hinterpommern.

## Leben

### Herkunft
Seine Eltern waren der Erbherr von Silkow Erdmann Bogislaw von Wobeser (* 1707; † 19. Oktober 1770) und dessen Ehefrau Sophie Katharina, geborene von Blumenthal (* 2. September 1718; † 26. Juni 1788) aus dem Haus Quakenburg.

### Militärkarriere
Am 1. März 1760 kam Wobeser als Gefreitenkorporal in das Infanterieregiment „von Manteuffel“ der Preußischen Armee. Dort wurde er am 15. November 1760 Fähnrich und nahm am Siebenjährigen Krieg teil. Er kämpfte bei den Belagerungen von Kolberg und Schweidnitz. Nach dem Krieg wurde er am 25. November 1763 in das 1. Bataillon der Garde versetzt. Am 29. Januar 1768 wurde er dort Sekondeleutnant. Am 20. Mai 1772 erfolgte seine Aufnahme in den Johanniterorden. Wobeser avancierte am 22. Oktober 1775 zum Premierleutnant und nahm als solcher 1778/79 am Bayrischen Erbfolgekrieg teil. Nach dem Krieg wurde er am 14. Juni 1783 Stabskapitän und am 1. Februar 1785 Führer der Leibkompanie im 1. Bataillon der Garde. Am 22. Januar 1787 wurde er mit Patent vom 4. November 1784 Major und am 10. Februar 1788 Kompaniechef im 1. Bataillon der Garde. Dazu wurde er am 16. Februar 1788 Amtshauptmann in Saatzig in Hinterpommern. Am 20. Mai 1792 wurde er zum Oberstleutnant befördert, während des Ersten Koalitionskrieges nahm er an der Belagerung von Mainz teil und kämpfte im Gefecht bei Trippstadt. Am 14. Januar 1794 wurde er zum Oberst befördert und am 14. Juli 1794 erhielt er den Orden Pour le Mérite für Trippstadt. Am 13. Januar 1798 wurde er mit einem Gehalt von 1200 Talern als Kommandant nach Magdeburg versetzt und in dieser Stellung am 7. Juni 1800 mit Patent vom 10. Juni 1800 zum Generalmajor befördert. Ab dem 13. September 1803 erhielt Wobeser eine Zulage von 100 Talern. Da aber seine Gesundheit schon stark angegriffen war, wurde ihm am 9. April 1805 einen längeren Urlaub in Karlsbad bewilligt. Er starb bereits am 10. Mai 1805 noch in Magdeburg.

### Familie
Wobeser heiratete am 29. Dezember 1789 in Potsdam Dorothea Hedwig Charlotte von Natzmer (* 21. Februar 1749; † 4. März 1827) verwitwete von Natzmer. Dadurch wurde der spätere General Oldwig von Natzmer sein Stiefsohn. Erbe aber wurde sein Neffe Friedrich Wilhelm Erdmann von Wobeser († 1812).